# Kickapoo State Recreation Area
Kickapoo State Recreation Area ist ein State Park in Vermilion County im US-Bundesstaat Illinois und liegt nordwestlich, in unmittelbarer Nähe zu Danville am Interstate 74. Die Fläche des Naherholungsgebietes beträgt 11,50 km². Das Gebiet umfasst die letzten Kilometer des Middle Fork Vermilion River vor dessen Vereinigung mit dem Salt Fork Vermilion River zum Vermilion River.
Der Name entstammt wahrscheinlich einer Kickapoo-Siedlung die einst zwischen den Flusszweigen des Salt Fork Vermilion River und des Middle Fork Vermilion River lag. Dort soll der Indianerhäuptling Kennekuk gelebt haben, nach dem auch der Kennekuk Cove County Park benannt worden ist.
Es heißt, dass es der Initiative von Clint C. Tilton, ein lokaler Zeitungsverleger und Historiker, zu verdanken ist, dass der Kickapoo State Park in Vermilion County zustande kam.
In direkter Nähe befindet sich ebenfalls der Heron County Park.